# Concordius de Tolède
Pour les articles homonymes, voir Concordius (homonymie).
Concordius (Concordio (de Toledo) en espagnol) est un archevêque de Tolède du VIIIe siècle.
Successeur de Sunired, Concordius entra en fonction dans les années 750 et serait mort vers 774.
Son successeur est Cixila (en).